# Municipio de Milroy
El municipio de Milroy (en inglés: Milroy Township) es un municipio ubicado en el condado de Jasper en el estado estadounidense de Indiana. En el año 2010 tenía una población de 276 habitantes y una densidad poblacional de 4,49 personas por km².

## Geografía
El municipio de Milroy se encuentra ubicado en las coordenadas 40°52′1″N 87°2′37″O / 40.86694, -87.04361. Según la Oficina del Censo de los Estados Unidos, el municipio tiene una superficie total de 61.54 km², de la cual 61,54 km² corresponden a tierra firme y (0 %) 0 km² es agua.

## Demografía
Según el censo de 2010, había 276 personas residiendo en el municipio de Milroy. La densidad de población era de 4,49 hab./km². De los 276 habitantes, el municipio de Milroy estaba compuesto por el 100 % blancos. Del total de la población el 0 % eran hispanos o latinos de cualquier raza.